# Formiguer d'Esmeraldas
El formiguer d'Esmeraldas (Sipia nigricauda) és una espècie d'ocell de la família dels tamnofílids (Thamnophilidae).

## Hàbitat i distribució
Habita el sotabosc de la selva humida i densa vegetació secundària de les terres baixes a l'oest de Colòmbia i nord-oest d'Equador.